# Nekrolog Januar 2003
Nekrolog
◄◄
| ◄
| 1999
| 2000
| 2001
| 2002
| 2003 | 2004 | 2005 | 2006 | 2007 | ► | ►►
Januar |
Februar |
März |
April |
Mai |
Juni |
Juli |
August |
September |
Oktober |
November |
Dezember 2003
Weitere Ereignisse | Allgemeiner Nekrolog 2003
Die Beschreibung der verstorbenen Person sollte so kurz wie möglich gehalten sein und nur deren signifikante Tätigkeit(en) enthalten.
Neue Namen ggf. auch unter dem Geburts- und Sterbedatum, also etwa unter 1. Januar und im Geburts- und Sterbejahr (2024) eintragen (nur bei entsprechender großer Wichtigkeit). Für Beispiele siehe die schon vorhandenen Artikel.
Außerdem über die fünf zuletzt Verstorbenen, zu denen es einen ausreichend guten Artikel für eine Präsentation auf der Hauptseite gibt, nach der todesbedingten Überarbeitung der Artikel ggf. auch unter Wikipedia Diskussion:Hauptseite informieren und sie am besten auch in den anderen Wikipedia-Sprachversionen eintragen. Tipp: Regelmäßig bei news.google.de nach „ist tot“, „gestorben“ oder „verstorben“ suchen.
Wenn eine Person gestorben ist, gibt es viele Seiten zu dieser Person in der Wikipedia, die davon auch betroffen sind und entsprechend aktualisiert werden müssen. Beispiele: Namenübersichtsseite, Geburtsjahr, Geburtsort-Seiten und viele mehr.
Wie finde ich die betroffenen Seiten?
Im Suchfeld auf der linken Seite gibt man den Suchbegriff so ein: „Vorname Nachname“. Dann klickt man auf Volltext und alle Seiten mit entsprechendem Suchtext werden aufgerufen. Hier sieht man dann schnell, wo auch das Todesjahr Sinn macht oder sogar ein Teil des Artikels angepasst werden muss. Auch hilft das „Werkzeug“ auf der linken Seite sehr gut, um solche Seiten aufzufinden: „Links auf diese Seite“. Somit ist die Wikipedia wieder aktuell in allen Bereichen! Hinweis: bei Eintragung der Kategorie „Gestorben JAHR“ wird der Missbrauchsfilter 49 ausgelöst, was jedoch nicht schlimm ist. Siehe: Spezial:Missbrauchsfilter/49
Dies ist eine Liste von im Januar 2003 verstorbenen bekannten Persönlichkeiten. Die Einträge erfolgen innerhalb der einzelnen Daten alphabetisch sortiert. Tiere sind im Nekrolog für Tiere zu finden.

## Januar
| Tag        | Name                                          | Beruf, bekannt als                                                                                          | Alter | Beleg |
| ---------- | --------------------------------------------- | --- | ----- | ----- |
| 1. Januar  | Royce D. Applegate                            | US-amerikanischer Schauspieler                                                                              | 63    |       |
| 1. Januar  | Remigi Blättler                               | Schweizer Klarinettist und Volksmusiker                                                                     | 91    |       |
| 1. Januar  | Joe Foss                                      | US-amerikanischer Politiker                                                                                 | 87    |       |
| 1. Januar  | Giorgio Gaber                                 | italienischer Musiker, Cantautore und Schauspieler                                                          | 63    |       |
| 1. Januar  | Milan Janić                                   | jugoslawischer Kanute                                                                                       | 45    |       |
| 1. Januar  | Gottfried Klapper                             | deutscher Theologe                                                                                          | 85    |       |
| 1. Januar  | Elena Lacková                                 | slowakische Romni, Schriftstellerin, Dramatikerin und Kinderbuchautorin                                     | 81    |       |
| 1. Januar  | Wilhelm Lampeter                              | deutscher Agrarwissenschaftler und Hochschullehrer                                                          | 86    |       |
| 1. Januar  | Dieter Lindemann                              | deutscher Schwimmtrainer                                                                                    | 51    |       |
| 1. Januar  | Joel Antônio Martins                          | brasilianischer Fußballspieler                                                                              | 71    |       |
| 1. Januar  | Cyril Shaps                                   | britischer Schauspieler                                                                                     | 79    |       |
| 2. Januar  | Jean Bied-Charreton                           | französischer Flottillenadmiral                                                                             | 91    |       |
| 2. Januar  | Frank Cremeans                                | US-amerikanischer Politiker                                                                                 | 59    |       |
| 2. Januar  | Peter Harris                                  | englischer Fußballspieler                                                                                   | 77    |       |
| 2. Januar  | Klaus Huegel                                  | deutscher Jurist und SD-Nachrichtenoffizier                                                                 | 90    |       |
| 2. Januar  | Herbert Kötter                                | deutscher Agrarsoziologe und Hochschullehrer                                                                | 86    |       |
| 2. Januar  | George Geoffrey Meyerhof                      | deutsch-kanadischer Bauingenieur                                                                            | 86    |       |
| 2. Januar  | Reine Seidlitz                                | Krankenpflegerin                                                                                            | 89    |       |
| 2. Januar  | Leroy Warriner                                | US-amerikanischer Automobilrennfahrer                                                                       | 83    |       |
| 2. Januar  | Arno Weinkauf                                 | deutscher Gewerkschaftssekretär und Politiker (SPD), MdBB                                                   | 75    |       |
| 3. Januar  | Sid Gillman                                   | US-amerikanischer American-Football-Spieler und -Trainer                                                    | 91    |       |
| 3. Januar  | José Mariá Gironella                          | spanischer Schriftsteller                                                                                   | 85    |       |
| 3. Januar  | Gerhard Göllnitz                              | deutscher Neurologe und Psychiater                                                                          | 82    |       |
| 3. Januar  | Flóra Kádár                                   | ungarische Schauspielerin und Hörspielsprecherin                                                            | 74    |       |
| 3. Januar  | George Makgill, 13. Viscount of Oxfuird       | britischer Peer und Politiker (Conservative Party)                                                          | 68    |       |
| 3. Januar  | Eddy Marnay                                   | französischer Songwriter, Texter und Komponist                                                              | 82    |       |
| 3. Januar  | Halima Nosirova                               | sowjetische und usbekische Sängerin der usbekischen Musik                                                   | 89    |       |
| 3. Januar  | Ernst Schneider                               | deutscher Jurist, Richter am Bundesgerichtshof                                                              | 61    |       |
| 3. Januar  | Peter Sutermeister                            | Schweizer Jurist, Schriftsteller und Librettist                                                             | 86    |       |
| 3. Januar  | Juri Torbek                                   | sowjetischer Boxer                                                                                          | 48    |       |
| 3. Januar  | Monique Wittig                                | französische Schriftstellerin und feministische Theoretikerin                                               | 67    |       |
| 4. Januar  | Hanno Drechsler                               | deutscher Politiker (SPD), Oberbürgermeister von Marburg                                                    | 71    |       |
| 4. Januar  | Henri Garnier                                 | belgischer Radsportler                                                                                      | 94    |       |
| 4. Januar  | Alexander Grupp                               | deutscher Unternehmer                                                                                       | 91    |       |
| 4. Januar  | Conrad L. Hall                                | US-amerikanischer Kameramann                                                                                | 76    |       |
| 4. Januar  | Kurt Herrlinger                               | deutscher Pianist und Komponist                                                                             | 84    |       |
| 4. Januar  | Klementyna Mańkowska                          | polnische Widerstandskämpferin und Agentin                                                                  | 92    |       |
| 4. Januar  | Étienne Néant                                 | französischer Radrennfahrer                                                                                 | 42    |       |
| 4. Januar  | George B. Pickett Jr.                         | US-amerikanischer Generalmajor                                                                              | 84    |       |
| 4. Januar  | Gustavo Poirrier                              | chilenischer Fußballspieler                                                                                 | 38    |       |
| 5. Januar  | Buzz Busby                                    | US-amerikanischer Bluegrass-Musiker                                                                         | 69    |       |
| 5. Januar  | Doreen Carwithen                              | englische Komponistin                                                                                       | 80    |       |
| 5. Januar  | Eleonora Eksanischwili                        | georgische Pianistin, Komponistin und Hochschullehrerin                                                     | 83    |       |
| 5. Januar  | Massimo Girotti                               | italienischer Schauspieler                                                                                  | 84    |       |
| 5. Januar  | Roy Jenkins                                   | britischer sozialdemokratischer Politiker, Mitglied des House of Commons                                    | 82    |       |
| 5. Januar  | Félix Loustau                                 | argentinischer Fußballspieler und -trainer                                                                  | 80    |       |
| 5. Januar  | Daphne Oram                                   | britische Komponistin und Pionierin elektronischer Musik                                                    | 78    |       |
| 6. Januar  | Olle Bexell                                   | schwedischer Leichtathlet                                                                                   | 93    |       |
| 6. Januar  | Gerald Christopher Cash                       | bahamaischer Politiker, Generalgouverneur der Bahamas                                                       | 85    |       |
| 6. Januar  | Rolf Georg Otto                               | Schweizer Architekt                                                                                         | 78    |       |
| 06. Januar | Paula Pöhlsen                                 | deutsche Kunstturnerin                                                                                      | 89    |       |
| 6. Januar  | Harry Woolf                                   | US-amerikanischer Wissenschaftshistoriker                                                                   | 79    |       |
| 6. Januar  | Heribert Zitzelsberger                        | deutscher Steuerrechtler und Staatssekretär                                                                 | 63    |       |
| 7. Januar  | Erich Beyreuther                              | deutscher lutherischer Pfarrer und Professor für Kirchengeschichte                                          | 98    |       |
| 7. Januar  | Gussy Hippold-Ahnert                          | deutsche Malerin                                                                                            | 92    |       |
| 7. Januar  | Sebastian von Hoerner                         | deutscher Astrophysiker                                                                                     | 83    |       |
| 7. Januar  | František Kovaříček                           | tschechischer Komponist und Musikpädagoge                                                                   | 78    |       |
| 7. Januar  | Ludwig Alfred Moritz                          | britischer Klassischer Philologe deutscher Herkunft                                                         | 81    |       |
| 7. Januar  | Alf Poss                                      | deutscher Dramatiker und Schriftsteller                                                                     | 66    |       |
| 7. Januar  | Hans Rohe                                     | deutscher Politiker (SPD), MdL                                                                              | 71    |       |
| 7. Januar  | Gordon Teal                                   | US-amerikanischer Chemiker                                                                                  | 95    |       |
| 7. Januar  | Helmut Zenker                                 | österreichischer Schriftsteller und Drehbuchautor                                                           | 53    |       |
| 8. Januar  | Franz                                         | belgischer Comiczeichner                                                                                    | 54    |       |
| 8. Januar  | Ron Goodwin                                   | englischer Filmkomponist                                                                                    | 77    |       |
| 8. Januar  | Friedrich Greil                               | deutscher Lehrer und Rundfunkmoderator in Japan                                                             | 100   |       |
| 8. Januar  | Leopold Mayer                                 | österreichischer Dirigent, Intendant und Musikwissenschaftler                                               | 84    |       |
| 8. Januar  | Jean Meyer                                    | französischer Theaterregisseur, Schauspieler und Dramatiker                                                 | 88    |       |
| 8. Januar  | Bobby Montez                                  | US-amerikanischer Jazzmusiker                                                                               |       |       |
| 8. Januar  | Antonio Palenzuela Velázquez                  | spanischer Geistlicher, Bischof von Segovia                                                                 | 83    |       |
| 8. Januar  | Marlott Persijn-Vautz                         | deutsche Musikerin, Pianistin, Korrepetitorin und Journalistin                                              | 85    |       |
| 8. Januar  | Adolfo Roque Esteban Arana                    | argentinischer Geistlicher, Bischof von Río Cuarto                                                          | 86    |       |
| 8. Januar  | Martha Singer                                 | deutsche Bildhauerin                                                                                        | 92    |       |
| 8. Januar  | Hans Weiß-Steinberg                           | deutscher Chorleiter und Komponist                                                                          | 75    |       |
| 8. Januar  | Dieter von Würzen                             | deutscher Verwaltungsjurist und beamteter Staatssekretär                                                    | 72    |       |
| 9. Januar  | Kurt Andersen                                 | deutscher Brigadegeneral sowie Inspekteur des Bundesgrenzschutzes                                           | 104   |       |
| 9. Januar  | Erich Becker                                  | deutscher Bauingenieur und Manager                                                                          | 82    |       |
| 9. Januar  | Pierre Bonnard                                | Schweizer evangelischer Geistlicher und Hochschullehrer                                                     | 91    |       |
| 9. Januar  | Peter Coulmas                                 | deutscher Buchautor, Publizist und Journalist                                                               | 88    |       |
| 9. Januar  | Wilfried Hasselmann                           | deutscher Landwirt und Politiker (CDU), MdL                                                                 | 78    |       |
| 9. Januar  | Ignace Heinrich                               | französischer Leichtathlet                                                                                  | 77    |       |
| 9. Januar  | Hans Kreische                                 | deutscher Fußballspieler                                                                                    | 80    |       |
| 9. Januar  | Dora Kärgel                                   | deutsche Textilgestalterin                                                                                  | 87    |       |
| 9. Januar  | Franz Szivatz                                 | österreichischer Szenenbildner und Architekt                                                                | 77    |       |
| 9. Januar  | Masahiro Wakatani                             | japanischer Physiker                                                                                        | 57    |       |
| 10. Januar | Erich Berger                                  | deutscher Politiker (CDU), MdA                                                                              | 92    |       |
| 10. Januar | Júlio Botelho                                 | brasilianischer Fußballspieler                                                                              | 73    |       |
| 10. Januar | C. Douglas Dillon                             | US-amerikanischer Politiker                                                                                 | 93    |       |
| 10. Januar | Wolfgang Kasack                               | deutscher Slawist                                                                                           | 75    |       |
| 10. Januar | Erich Küthe                                   | deutscher Fachbuchautor                                                                                     | 62    |       |
| 10. Januar | Walter Navratil                               | österreichischer Künstler                                                                                   | 52    |       |
| 10. Januar | Carlo Pucci                                   | italienischer Mathematiker                                                                                  | 77    |       |
| 10. Januar | Tatjana Fjodorowna Sawarenskaja               | sowjetische Architektin, Architekturhistorikerin, Stadtplanerin und Hochschullehrerin                       |       |       |
| 10. Januar | Roman Suchecki                                | polnischer Cellist und Musikpädagoge                                                                        | 69    |       |
| 10. Januar | Helmut Thiele                                 | deutscher Mathematiker                                                                                      | 76    |       |
| 10. Januar | Ernst Thurnheer                               | Schweizer Diplomat                                                                                          | 69    |       |
| 10. Januar | Ulrich Wannagat                               | deutscher Chemiker                                                                                          | 79    |       |
| 10. Januar | Denis Zanette                                 | italienischer Radrennfahrer                                                                                 | 32    |       |
| 11. Januar | Hanns U. Christen                             | Schweizer Autor                                                                                             |       |       |
| 11. Januar | Karl-Ernst Eschebach                          | deutscher DBD-Funktionär, DBD-Bezirksvorsitzender Cottbus                                                   | 78    |       |
| 11. Januar | Jean Ferron                                   | französischer Geistlicher und Archäologe                                                                    |       |       |
| 11. Januar | Mickey Finn                                   | britischer Perkussionist, T. Rex                                                                            | 55    |       |
| 11. Januar | Anthony Havelock-Allan                        | britischer Filmproduzent                                                                                    | 97    |       |
| 11. Januar | Jacques Kopinsky                              | niederländischer Maler und Bildhauer, Überlebender des NS-Regimes                                           | 78    |       |
| 11. Januar | Peter Kraft                                   | deutscher Politiker (SPD), MdL                                                                              | 73    |       |
| 11. Januar | Arne Månsson                                  | schwedischer Fußballspieler                                                                                 | 77    |       |
| 11. Januar | Maurice Pialat                                | französischer Filmregisseur und Schauspieler                                                                | 77    |       |
| 11. Januar | Joachim Ritzkowsky                            | deutscher Pfarrer                                                                                           | 65    |       |
| 11. Januar | Bill Russo                                    | US-amerikanischer Jazzmusiker, Komponist und Arrangeur                                                      | 74    |       |
| 11. Januar | Juri Iwanowitsch Tischkow                     | russischer Fußballspieler                                                                                   | 31    |       |
| 11. Januar | Marianne Türk                                 | österreichische Kinderärztin und an Verbrechen im Rahmen der Kinder-Euthanasie beteiligt                    | 88    |       |
| 12. Januar | Dean Amadon                                   | US-amerikanischer Ornithologe                                                                               | 90    |       |
| 12. Januar | Hans Arens                                    | deutscher Literatur- und Sprachwissenschaftler und Lehrer                                                   | 91    |       |
| 12. Januar | Ulrich Bernsdorff                             | deutscher Schauspieler und Synchronsprecher                                                                 | 73    |       |
| 12. Januar | Gonzalo Cubero Otoya                          | costa-ricanischer Botschafter                                                                               | 99    |       |
| 12. Januar | Karl Erlinghagen                              | deutscher Erziehungswissenschaftler und Jesuit                                                              | 89    |       |
| 12. Januar | Jaime Figueroa                                | puerto-ricanischer Geiger                                                                                   | 92    |       |
| 12. Januar | Kinji Fukasaku                                | japanischer Filmregisseur, Filmproduzent und Drehbuchautor                                                  | 72    |       |
| 12. Januar | Leopoldo Galtieri                             | argentinischer Politiker, Mitglied der Militärregierung Argentiniens (1976–1983)                            | 76    |       |
| 12. Januar | Maurice Gibb                                  | britischer Musiker, Bee Gees Mitglied                                                                       | 53    |       |
| 12. Januar | William Hilsley                               | deutsch-britischer Komponist, Musiker und Musikpädagoge                                                     | 91    |       |
| 12. Januar | Elfriede Höhn                                 | deutsche Erziehungswissenschaftlerin                                                                        |       |       |
| 12. Januar | Gisela Mosig                                  | deutsch-amerikanische Molekulargenetikerin und Hochschullehrerin                                            | 72    |       |
| 12. Januar | Paul Pender                                   | US-amerikanischer Boxer                                                                                     | 72    |       |
| 12. Januar | Jože Pučnik                                   | slowenischer Politiker                                                                                      | 70    |       |
| 12. Januar | Adelbert Weinstein                            | deutscher Journalist                                                                                        | 86    |       |
| 13. Januar | Horst Gnettner                                | deutscher Pädagoge und Heimatforscher                                                                       | 76    |       |
| 13. Januar | Wolfgang Hilligen                             | deutscher Politikdidaktiker                                                                                 | 86    |       |
| 13. Januar | Joseph Krautwald                              | deutscher Bildhauer                                                                                         | 88    |       |
| 13. Januar | Dieter S. Lutz                                | deutscher Politikwissenschaftler und Friedensforscher                                                       | 53    |       |
| 13. Januar | Ludwig Männer                                 | deutscher Fußballspieler                                                                                    | 90    |       |
| 13. Januar | Peter E. Palmquist                            | US-amerikanischer Sammler, Fotohistoriker und Fotograf                                                      | 66    |       |
| 13. Januar | Norman Panama                                 | US-amerikanischer Drehbuchautor, Filmregisseur, Filmproduzent und Schriftsteller                            | 88    |       |
| 13. Januar | Koloman Sokol                                 | slowakischer Künstler                                                                                       | 100   |       |
| 13. Januar | Elisabeth Steineke                            | deutsche Malerin und Glasmalerin                                                                            | 93    |       |
| 13. Januar | Luis Andrés Vargas Gómez                      | kubanischer Anwalt, Ökonom, Diplomat sowie Anti-Castro-Aktivist                                             | 87    |       |
| 14. Januar | Robert Bart                                   | französischer Hürdenläufer und Sprinter                                                                     | 72    |       |
| 14. Januar | Elie Borowski                                 | polnischer Händler für Antike Kunst                                                                         | 89    |       |
| 14. Januar | Mel Bourne                                    | US-amerikanischer Filmarchitekt                                                                             | 79    |       |
| 14. Januar | Bruno Erdmann                                 | deutscher Maler                                                                                             | 87    |       |
| 14. Januar | Chester Gill                                  | Schweizer Jazzmusiker, Komponist und Chorleiter                                                             | 74    |       |
| 14. Januar | Francisco José Iturriza Guillén               | venezolanischer Ordensgeistlicher, römisch-katholischer Bischof                                             | 99    |       |
| 14. Januar | Dirk Karkuth                                  | deutscher Fußballspieler und -trainer                                                                       | 41    |       |
| 14. Januar | Georg Knepler                                 | österreichischer Pianist, Dirigent und Musikwissenschaftler                                                 | 96    |       |
| 14. Januar | John Mantley                                  | kanadischer Schauspieler, Autor und Produzent                                                               | 82    |       |
| 14. Januar | Paul Monash                                   | US-amerikanischer Drehbuchautor und Filmproduzent                                                           | 85    |       |
| 14. Januar | Aydemir Nemli                                 | türkischer Fußballspieler und -trainer                                                                      |       |       |
| 14. Januar | Zenon Płoszaj                                 | polnischer Geiger und Musikpädagoge                                                                         | 78    |       |
| 15. Januar | Ina van der Beugel                            | niederländische Journalistin und Autorin                                                                    | 88    |       |
| 15. Januar | Robert John Braidwood                         | US-amerikanischer Vorderasiatischer Archäologe                                                              | 95    |       |
| 15. Januar | Wolfgang Erdmann                              | deutscher Kunsthistoriker und Sachbuchautor                                                                 | 57    |       |
| 15. Januar | Eduardo „Gato“ Alquinta                       | chilenischer Gitarrist und Sänger                                                                           | 57    |       |
| 15. Januar | Doris Fisher                                  | US-amerikanische Filmkomponistin                                                                            | 87    |       |
| 15. Januar | Gerhard Friedrich                             | deutscher Pflanzenphysiologe, Pomologe und Agrarwissenschaftler                                             | 92    |       |
| 15. Januar | Vivi-Anne Hultén                              | schwedische Eiskunstläuferin                                                                                | 91    |       |
| 15. Januar | Bruno Kleinheyer                              | deutscher Theologe                                                                                          | 79    |       |
| 15. Januar | Milan Machovec                                | tschechoslowakischer Philosoph                                                                              | 77    |       |
| 15. Januar | William P. Mack                               | US-amerikanischer Offizier, Vizeadmiral der US-Navy                                                         | 87    |       |
| 15. Januar | Jeanette Peper                                | argentinische Schwimmerin                                                                                   | 86    |       |
| 16. Januar | Marthe Andersson                              | schwedischer Orientierungsläufer                                                                            |       |       |
| 16. Januar | Henryk Czyż                                   | polnischer Komponist, Dirigent und Musikpädagoge                                                            | 79    |       |
| 16. Januar | Fernand Dorais                                | kanadischer römisch-katholischer Theologe und Autor                                                         | 74    |       |
| 16. Januar | Schimon Garidi                                | israelischer Politiker, Minister und Knesset-Abgeordneter                                                   | 90    |       |
| 16. Januar | Rudolf Haußer                                 | deutscher Lungenfacharzt und -chirurg                                                                       | 92    |       |
| 16. Januar | Alfred Kantor                                 | tschechischer Künstler                                                                                      | 79    |       |
| 16. Januar | Franz Lennartz                                | deutscher Schriftsteller und Rezensent                                                                      | 92    |       |
| 16. Januar | Hans Pietsch                                  | deutscher Go-Spieler                                                                                        | 34    |       |
| 16. Januar | Michael Rusnak                                | US-amerikanischer Geistlicher, Bischof von Saints Cyril and Methodius of Toronto                            | 81    |       |
| 16. Januar | Christian Thomsen                             | dänischer Politiker (Socialdemokraterne), Abgeordneter und Minister                                         | 94    |       |
| 17. Januar | Richard Crenna                                | US-amerikanischer Schauspieler                                                                              | 76    |       |
| 17. Januar | Herbert Crüger                                | deutsches Opfer der politischen Säuberungen in der DDR                                                      | 91    |       |
| 17. Januar | Phil Hawksworth                               | neuseeländischer Badmintonspieler                                                                           | 89    |       |
| 17. Januar | Hans-Wolfgang Krautz                          | deutscher Altphilologe und Philosoph                                                                        | 54    |       |
| 17. Januar | Klaus Niedner                                 | deutscher Gynäkologe und Geburtshelfer                                                                      | 91    |       |
| 17. Januar | Edward Samsel                                 | polnischer Geistlicher, Bischof von Ełk                                                                     | 63    |       |
| 17. Januar | Jaime Vivanco                                 | chilenischer Jazz- und Rock-Pianist und -Komponist                                                          | 42    |       |
| 18. Januar | Harivansh Rai Bachchan                        | indischer Dichter Schriftsteller                                                                            | 95    |       |
| 18. Januar | Manja Behrens                                 | deutsche Schauspielerin                                                                                     | 88    |       |
| 18. Januar | Hans Berthel                                  | deutscher Jagdflieger und Filmarchitekt                                                                     | 88    |       |
| 18. Januar | Egon Boldt                                    | deutscher Gewerkschafter und Politiker                                                                      | 76    |       |
| 18. Januar | Harlan Ross Feltus                            | US-amerikanischer Künstler, Designer und Fotograf                                                           | 63    |       |
| 18. Januar | Werner Hofmann                                | deutscher Politiker (SPD), MdL                                                                              | 77    |       |
| 18. Januar | Gavin Lyall                                   | britischer Journalist und Schriftsteller                                                                    | 70    |       |
| 18. Januar | Hervé Jean Luc Renaudin                       | französischer Geistlicher, katholischer Bischof                                                             | 61    |       |
| 18. Januar | Jean-Pierre Soulier                           | französischer Mediziner und Hämatologe                                                                      | 87    |       |
| 18. Januar | Alfred A. Strnad                              | österreichischer Historiker und Professor                                                                   | 65    |       |
| 18. Januar | The Sheik                                     | US-amerikanischer Wrestler                                                                                  | 78    |       |
| 19. Januar | Ralf Arnie                                    | deutscher Komponist                                                                                         | 78    |       |
| 19. Januar | Rudi Bergmann                                 | deutscher Politiker (CDU), MdHB                                                                             | 86    |       |
| 19. Januar | Frank Alden Bovey                             | US-amerikanischer Chemiker                                                                                  | 84    |       |
| 19. Januar | Françoise Giroud                              | französische Schriftstellerin, Journalistin und Politikerin                                                 | 86    |       |
| 19. Januar | Kurt Krüger                                   | deutscher Fußballspieler                                                                                    | 82    |       |
| 19. Januar | Pedro Orgambide                               | argentinischer Schriftsteller                                                                               | 73    |       |
| 19. Januar | Russell A. Rourke                             | US-amerikanischer Politiker (Republikanische Partei), US Secretary of the Air Force                         | 71    |       |
| 19. Januar | Gerhard Wilczek                               | deutscher Lokalpolitiker und Heimatforscher                                                                 | 79    |       |
| 19. Januar | Alfredo Zalce                                 | mexikanischer Grafiker                                                                                      | 95    |       |
| 20. Januar | Eldar Asimsade                                | sowjetischer Fußballschiedsrichter                                                                          | 68    |       |
| 20. Januar | David Battley                                 | britischer Schauspieler                                                                                     | 67    |       |
| 20. Januar | Millie Cheater                                | kanadische Leichtathletin                                                                                   | 75    |       |
| 20. Januar | Al Hirschfeld                                 | US-amerikanischer Cartoonzeichner                                                                           | 99    |       |
| 20. Januar | Gusztáv Juhász                                | rumänischer Fußballspieler und -trainer                                                                     | 91    |       |
| 20. Januar | Abraham Klein                                 | US-amerikanischer Physiker                                                                                  | 76    |       |
| 20. Januar | Édith Lefel                                   | französisch-karibische Sängerin                                                                             | 39    |       |
| 20. Januar | Skarphéðinn Guðmundsson                       | isländischer Skispringer                                                                                    | 72    |       |
| 20. Januar | Nedra Volz                                    | US-amerikanische Schauspielerin                                                                             | 94    |       |
| 20. Januar | Bill Werbeniuk                                | kanadischer Snookerspieler                                                                                  | 56    |       |
| 21. Januar | Matthias Baltes                               | deutscher Altphilologe                                                                                      | 62    |       |
| 21. Januar | Ulrich Berger                                 | deutscher Politiker (CDU), MdL, MdB und Gewerkschafter                                                      | 81    |       |
| 21. Januar | Antonio Domínguez Ortiz                       | spanischer Historiker                                                                                       | 93    |       |
| 21. Januar | Paul Haines                                   | US-amerikanisch-kanadischer Dichter                                                                         |       |       |
| 21. Januar | Paul Kuusberg                                 | estnischer Schriftsteller                                                                                   | 86    |       |
| 21. Januar | Bruno Schmidt                                 | deutscher Politiker (CDU), MdL                                                                              | 78    |       |
| 22. Januar | Marvin Bower                                  | US-amerikanischer Unternehmensberater, Managing Director                                                    | 99    |       |
| 22. Januar | Werner Dissel                                 | deutscher Schauspieler und Regisseur                                                                        | 90    |       |
| 22. Januar | Theodor Ebneter                               | Schweizer Romanist, Sprachwissenschaftler und Hochschullehrer                                               | 79    |       |
| 22. Januar | Lonny Kellner                                 | deutsche Schauspielerin und Sängerin                                                                        | 72    |       |
| 22. Januar | Helmo Kindermann                              | deutscher Schauspieler und Synchronsprecher                                                                 | 78    |       |
| 22. Januar | Ernst Kitzinger                               | deutsch-US-amerikanischer Kunsthistoriker, insbesondere byzantinische und mittelalterliche Kunst            | 90    |       |
| 22. Januar | Bill Mauldin                                  | US-amerikanischer Cartoonist und Karikaturist                                                               | 81    |       |
| 22. Januar | Werner Rathmayer                              | deutscher Biologe                                                                                           | 65    |       |
| 22. Januar | Wilhelm Rothe                                 | deutscher Politiker (SPD)                                                                                   | 88    |       |
| 22. Januar | Norbert Tmej                                  | österreichischer Politiker (SPÖ), Mitglied des Bundesrates                                                  | 73    |       |
| 23. Januar | Nell Carter                                   | US-amerikanische Schauspielerin und Sängerin                                                                | 54    |       |
| 23. Januar | Albert Finch                                  | britischer Boxer                                                                                            | 76    |       |
| 23. Januar | Daniel Kivelson                               | US-amerikanischer Chemiker                                                                                  | 73    |       |
| 23. Januar | Johnny Mauro                                  | US-amerikanischer Automobilrennfahrer                                                                       | 92    |       |
| 23. Januar | Gerd Müller                                   | deutscher Politiker (SPD), MdL                                                                              | 62    |       |
| 23. Januar | Lester Steers                                 | US-amerikanischer Leichtathlet                                                                              | 85    |       |
| 23. Januar | Hans-Joachim Thilo                            | deutscher lutherischer Theologe, Psychoanalytiker und Hochschullehrer                                       | 88    |       |
| 24. Januar | Giovanni Agnelli                              | italienischer Industrieller, Gesellschafter von Fiat, Mitglied des Senato della Repubblica                  | 81    |       |
| 24. Januar | Lucien E. Blackwell                           | US-amerikanischer Politiker                                                                                 | 71    |       |
| 24. Januar | Cor van Hout                                  | niederländischer Krimineller                                                                                | 45    |       |
| 24. Januar | Klaus John                                    | deutscher Politiker (PDS), MdL                                                                              |       |       |
| 24. Januar | Henri Krasucki                                | französischer Widerstandskämpfer, Gewerkschaftsfunktionär                                                   | 78    |       |
| 24. Januar | Barbara von Metzler                           | deutsche Mäzenin                                                                                            | 61    |       |
| 24. Januar | Caspar Detlef Gustav Müller                   | deutscher Koptologe, Religionshistoriker und Hochschullehrer                                                |       |       |
| 24. Januar | Jaromír Obzina                                | tschechoslowakischer Politiker und kommunistischer Funktionär                                               | 73    |       |
| 24. Januar | Sabotage                                      | brasilianischer Rapper und Songwriter                                                                       | 29    |       |
| 24. Januar | Cy Touff                                      | US-amerikanischer Jazzmusiker                                                                               | 75    |       |
| 25. Januar | Giuseppe Carata                               | italienischer Geistlicher, katholischer Bischof                                                             | 87    |       |
| 25. Januar | Camillo Faresin                               | italienischer Ordensgeistlicher, Bischof von Guiratinga                                                     | 88    |       |
| 25. Januar | Carlos Walter Galán Barry                     | argentinischer Geistlicher, katholischer Bischof                                                            | 77    |       |
| 25. Januar | Frank L. Hays                                 | US-amerikanischer Politiker                                                                                 | 81    |       |
| 25. Januar | Pierre Hémard                                 | französischer Automobilrennfahrer und Rennstallbesitzer                                                     | 81    |       |
| 25. Januar | Sheldon Reynolds                              | US-amerikanischer Fernsehproduzent, Filmregisseur und Drehbuchautor                                         | 79    |       |
| 25. Januar | Robert Rockwell                               | US-amerikanischer Schauspieler                                                                              | 82    |       |
| 25. Januar | Leopoldo Trieste                              | italienischer Schauspieler, Regisseur und Drehbuchautor                                                     | 85    |       |
| 26. Januar | John Browning                                 | US-amerikanischer Pianist                                                                                   | 69    |       |
| 26. Januar | Waleri Nikolajewitsch Brumel                  | sowjetischer Leichtathlet in der Disziplin Hochsprung                                                       | 60    |       |
| 26. Januar | Hans Jacob Debes                              | färöischer Historiker                                                                                       | 62    |       |
| 26. Januar | Joachim Hackethal                             | deutscher Schauspieler und Kabarettist                                                                      | 78    |       |
| 26. Januar | Don Lurio                                     | italienischer Tänzer und Choreograf                                                                         | 73    |       |
| 26. Januar | Harold Manning                                | US-amerikanischer Hindernis- und Langstreckenläufer                                                         | 94    |       |
| 26. Januar | Annemarie Schimmel                            | deutsche Islamwissenschaftlerin                                                                             | 80    |       |
| 26. Januar | Ernst Topitsch                                | österreichischer Philosoph und Soziologe                                                                    | 83    |       |
| 26. Januar | Hugh Trevor-Roper                             | britischer Historiker                                                                                       | 89    |       |
| 26. Januar | Harrison Walker                               | US-amerikanischer Journalist und Fotograf                                                                   | 92    |       |
| 26. Januar | George Younger, 4. Viscount Younger of Leckie | schottischer Politiker (Conservative Party), Mitglied des House of Commons                                  | 71    |       |
| 27. Januar | Ludwig Genzel                                 | deutscher Physiker                                                                                          | 80    |       |
| 27. Januar | Karl Lukas Honegger                           | Schweizer Maler und Plastiker                                                                               | 100   |       |
| 27. Januar | Henryk Jabłoński                              | polnischer kommunistischer Politiker, Mitglied des Sejm                                                     | 93    |       |
| 27. Januar | Hanns Neubauer                                | deutscher Verbandsfunktionär und Politiker (CDU), MdL, Minister                                             | 97    |       |
| 27. Januar | Frank Werner Veauthier                        | deutscher Philosoph und Hochschullehrer                                                                     | 75    |       |
| 27. Januar | Joachim Zschocke                              | deutscher Schauspieler                                                                                      | 74    |       |
| 28. Januar | Harry Hahn                                    | deutscher Chemiker                                                                                          | 87    |       |
| 28. Januar | Miloš Milutinović                             | jugoslawischer Fußballspieler und -trainer                                                                  | 69    |       |
| 28. Januar | Mieke Pullen                                  | niederländische Marathonläuferin                                                                            | 45    |       |
| 28. Januar | Peter Recker                                  | deutscher Glas- und Mosaikkünstler                                                                          | 89    |       |
| 28. Januar | Emília Rotter                                 | ungarische Eiskunstläuferin                                                                                 | 96    |       |
| 28. Januar | Herbert Schemmel                              | deutscher Verfolgter des NS-Regimes, Lagerschreiber im KZ Neuengamme                                        | 88    |       |
| 29. Januar | Silvio Confortola                             | italienischer Skilangläufer                                                                                 | 93    |       |
| 29. Januar | Anthony Eisley                                | US-amerikanischer Schauspieler                                                                              | 78    |       |
| 29. Januar | Leslie Fiedler                                | US-amerikanischer Literaturwissenschaftler und Literaturkritiker                                            | 85    |       |
| 29. Januar | Lee Yoo-hyung                                 | südkoreanischer Fußballspieler                                                                              | 92    |       |
| 29. Januar | Frank Moss                                    | US-amerikanischer Politiker                                                                                 | 91    |       |
| 30. Januar | Mary Ellis                                    | US-amerikanische Sängerin und Schauspielerin                                                                | 105   |       |
| 30. Januar | Michael Geyer                                 | deutscher Journalist, Moderator und Chefredakteur bei Radio Bremen                                          | 62    |       |
| 30. Januar | Paul-André Meyer                              | französischer Mathematiker                                                                                  | 68    |       |
| 31. Januar | Armin Günther                                 | deutscher Fußballspieler                                                                                    | 78    |       |
| 31. Januar | Fritz Gebhardt von Hahn                       | deutscher Diplomat                                                                                          | 91    |       |
| 31. Januar | William Marlowe                               | britischer Schauspieler                                                                                     | 72    |       |
| 31. Januar | Narbal da Costa Stencel                       | brasilianischer katholischer Bischof                                                                        | 77    |       |
| 31. Januar | Ludwig Stimmler                               | deutscher Jazzmusiker (Kontrabass, Bandleader)                                                              | 62    |       |
| 31. Januar | Werenfried van Straaten                       | niederländischer Ordenspriester, Begründer des internationalen Hilfswerkes „Kirche in Not/Ostpriesterhilfe“ | 90    |       |
| 31. Januar | Ferdinando Zidar                              | italienischer Widerstandskämpfer und Journalist (PCI)                                                       | 87    |       |
| 31. Januar | Gisela Zülch                                  | deutsche Schauspielerin und Hörspielsprecherin                                                              | 75    |       |
| Januar     | Ilse Arndt                                    | deutsche Überlebende des Holocaust und Zeitzeugin                                                           | 89    |       |
| Januar     | Hans Coenen                                   | deutscher Fußballspieler                                                                                    | 72    |       |
| Januar     | Arseni Wladimirowitsch Maximow                | russischer Architekt, Baubeamter und Hochschullehrer                                                        | 90    |       |
| Januar     | Heinz Wahl                                    | deutscher Radrennfahrer (DDR)                                                                               |       |       |
| Januar     | Wendy Woodhead                                | englische Tischtennisspielerin                                                                              | 86    |       |